# Јохан Амброзијус Бах
Јохан Амброзијус Бах (22. фебруар 1645. у Ерфурту - 2. март 1695. у Ајзехан) био је немачки музичар.
Јохан Амброѕијус Бах био је отац Јохана Себастијана Баха. Живео је у Ајзехану са својом супругом Маријом Елизабетом Лемерхирт. Имао је звање градског музикуса које је њему у његовој породици омугућавало скроман живот. Након неког времена његова супруга умире, он се жени 27. новембра али потом фебруара 1695. године умире.